# La Chapelle-au-Mans
La Chapelle-au-Mans is een gemeente in het Franse departement Saône-et-Loire (regio Bourgogne-Franche-Comté) en telt 274 inwoners (1999). De plaats maakt deel uit van het arrondissement Charolles.

## Geografie
De oppervlakte van La Chapelle-au-Mans bedraagt 27,5 km², de bevolkingsdichtheid is 10,0 inwoners per km².
De onderstaande kaart toont de ligging van La Chapelle-au-Mans met de belangrijkste infrastructuur en aangrenzende gemeenten.

## Demografie
Onderstaande figuur toont het verloop van het inwonertal (bron: INSEE-tellingen).